# Banshee

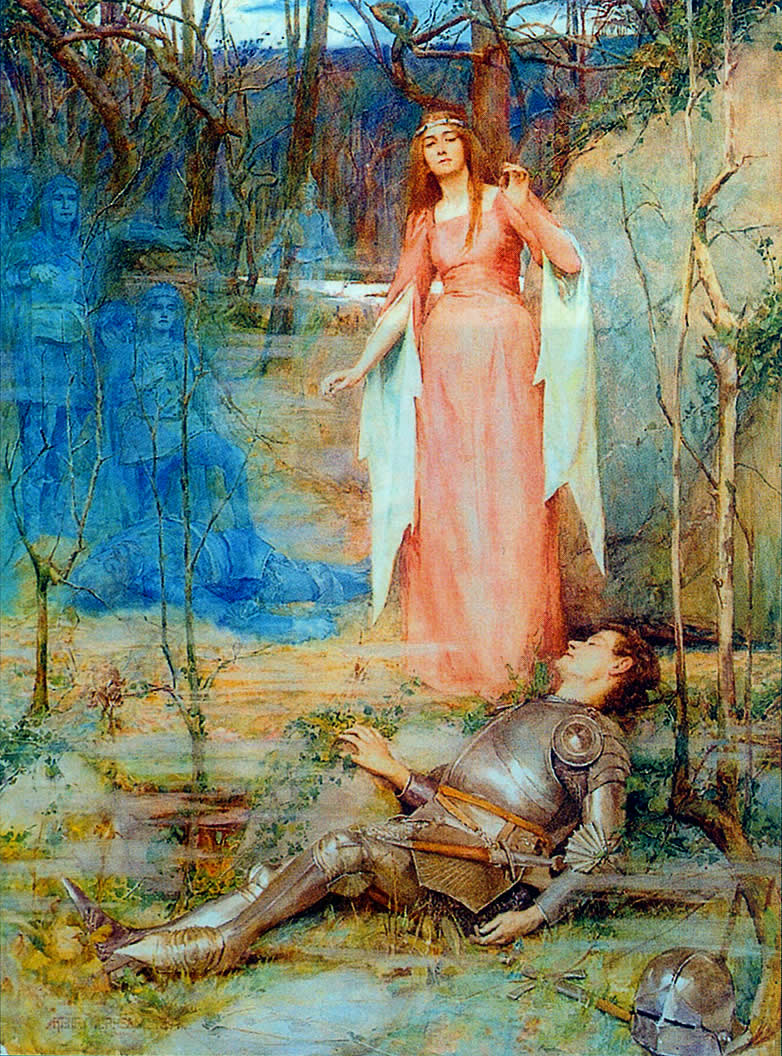
Una banshee dipinta da Henry Meynell Rheam intorno al 1900

La banshee è una creatura leggendaria dei miti irlandesi e scozzesi.

## Etimologia
Il termine banshee significa "donna delle fate", dal gaelico bean, "donna", e sidhe, che deriva a sua volta da sith ("fata") o sid ("tumulo delle fate"). 

## Descrizione

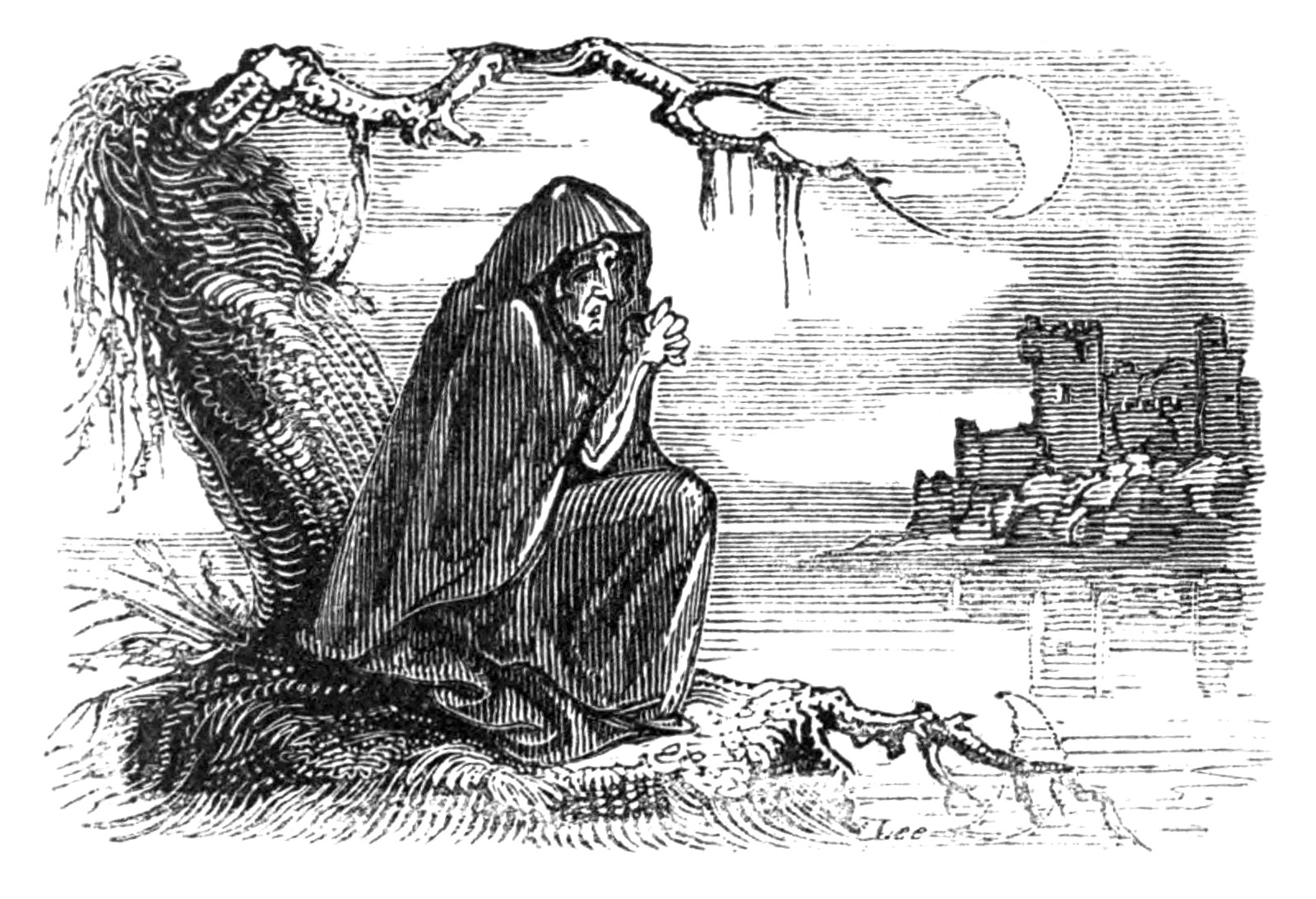
Una banshee in un'illustrazione del 1825

La banshee è uno spirito femminile, descritto generalmente come una bella donna dai capelli fluttuanti, con indosso un vestito verde e una mantella grigia (o, alternativamente, vestita completamente di bianco o rosso). Può apparire sia come una donna che canta, sia piangente e avvolta da un velo. Altra caratteristica sono gli occhi perennemente arrossati dal pianto. La banshee ha un corrispondente maschile nel meno comune farshee (in irlandese Fear Sidhe, traducibile come "uomo fata").
Fa parte del piccolo popolo ed è uno spirito che spesso viene classificato tra quelli maligni, anche se in realtà nelle antiche leggende viene descritto semplicemente come uno spirito femminile che si aggira attorno a paludi e fiumi, nelle sorgenti o nelle colline d'Irlanda. Le banshee sono legate ad alcune famiglie, specialmente quelle il cui cognome inizia per "Mac" oppure "O". L'emigrazione di irlandesi in America ha portato anche là alcune leggende sulle banshee, ma sono poche e per lo più ambientate nel sud durante la guerra d'indipendenza americana.
Quando un membro della famiglia protetta muore, o è in procinto di morte, la banshee piange e si dispera. Tali lamenti sono noti col termine di keening (dal gaelico caoineadh, "lamento"). Le grida possono anche essere di vittoria, quando quella che ha subito la perdita è una famiglia nemica.

### Apparizioni
Le banshee non si mostrano mai agli esseri umani, con l'eccezione di coloro che sono prossimi alla morte e a cui giunge tale presagio. È probabilmente questa la ragione per cui dopo l'VIII secolo vengono classificate tra gli esseri malvagi.
La banshee più famosa si chiamava Aibhill. Stando alla leggenda, nel 1014 il re Brian Boru si gettò nella battaglia di Clontarf pur sapendo di andare incontro a morte certa, dal momento che la notte precedente Aibhill gli era apparsa mentre lavava i panni dei soldati finché l'acqua non si tingeva completamente del colore vermiglio del sangue.
Clíodhna è indicata come la regina delle banshee del sidhe del Munster meridionale, e come una rivale di Aibhill.

## La banshee nel fantasy moderno

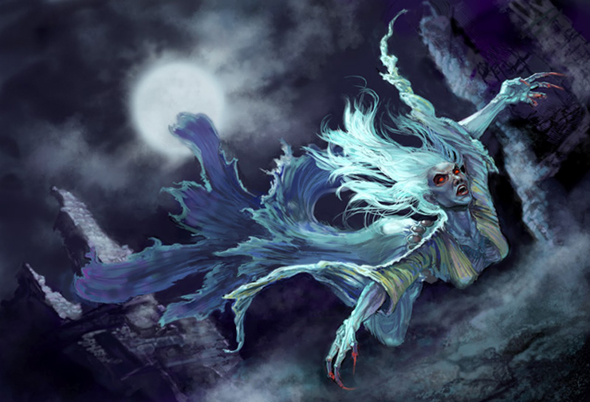
L'aspetto tipico di una banshee nel fantasy moderno

Nella tradizione fantasy moderna, dove gli elementi caratteristici delle mitologie antiche e delle tradizioni folcloristiche a volte subiscono delle mutazioni ad opera del passaggio del tempo e delle contaminazioni fra opere letterarie (o di qualsiasi altro tipo) diverse, la banshee viene spesso rappresentata come uno spirito urlante, non necessariamente malvagio, il cui grido ha la capacità di uccidere all'istante, o altri effetti simili. Talvolta è associata alla razza degli elfi o creature similari.